# Santa María del Berrocal
Santa María del Berrocal è un comune spagnolo di 535 abitanti situato nella comunità autonoma di Castiglia e León.